# Fulton (travhäst)
Fulton, född 21 augusti 2015, är en fransk varmblodig travhäst som tränas av Jean-Michel Bazire och rids av Damien Bonne.
Han började tävla 2018 och inledde karriären med att segra i sin debut. Han har hittills under sin karriär sprungit in 577 940 euro på 80 starter varav 17 segrar, 9 andraplatser och 6 tredjeplatser. Karriärens hittills största segrar har kommit i Prix Camille Lepecq (2022).
Han har även segrat i Prix Auguste Francois (2023), Prix Jean Paul Fairand (2024) och har även kommit på andraplats i Prix Paul Delanoe (2023), Prix Camille Lepecq (2022, 2024), Prix du Pontavice de Heussey (2024), Prix Théophile Lallouet (2024) samt på tredjeplats i Prix Alfred Lefevre (2023) och Prix Reynolds (2023).

## Statistik
| Statistik för Fulton (Ref.) | Statistik för Fulton (Ref.) | Statistik för Fulton (Ref.) | Statistik för Fulton (Ref.) | Statistik för Fulton (Ref.) | Statistik för Fulton (Ref.) |
| --------------------------- | --------------------------- | --------------------------- | --------------------------- | --------------------------- | --------------------------- |
| Starter                     | Placeringar                 | Startprissumma              | Segerprocent                | Platsprocent                | Rekord                      |
| 80                          | 17-9-6                      | 577 940 euro                | 21 %                        | 40 %                        | 1.09,9ak,                   |

### Större segrar
| År   | Lopp                  | Kusk         | Vinstbelopp | Grupp   |
| ---- | --------------------- | ------------ | ----------- | ------- |
| 2022 | Prix Camille Lepecq   | Damien Bonne | 54 000 EUR  | Grupp 2 |
| 2023 | Prix Auguste Francois | Damien Bonne | 40 500 EUR  | Grupp 3 |